# ISO 2709
ISO 2709 je mezinárodní norma specifikující strukturu obecného výměnného formátu, který slouží k výměně dat mezi systémy. Stanovuje požadavky na formát pro přenos bibliografických i jiných záznamů, ale nedefinuje délku nebo obsah záznamů, ani význam jednotlivých návěští, indikátorů nebo identifikátorů.

## Obecná struktura záznamu
V rámci obecné struktury je záznam rozdělen na tyto části:
- Návěští záznamu
- Adresář
- Pole
- Oddělovač záznamu